# My Heart Beats Like a Drum (Dam Dam Dam)
My Heart Beats Like a Drum (Dam Dam Dam) (englisch für „Mein Herz schlägt wie eine Trommel (Dam Dam Dam)“) ist ein Lied der Eurodance-Band ATC. Der Song ist die zweite Singleauskopplung ihres ersten Studioalbums Planet Pop und wurde am 4. September 2000 veröffentlicht.

## Inhalt
My Heart Beats Like a Drum (Dam Dam Dam) handelt von dem Gefühl der Liebe und dem damit verbundenen Herzklopfen. Der Song wird aus der Perspektive des lyrischen Ichs gesungen, das an seine geliebte Person denkt und sehnsüchtig darauf wartet, endlich mit ihr allein zu sein.

## Produktion
Der Song wurde von dem deutschen Musikproduzenten Alex Christensen produziert, der neben Peter Könemann auch als Autor fungierte.

## Musikvideo
Bei dem zu My Heart Beats Like a Drum (Dam Dam Dam) gedrehten Musikvideo führte Marcus Sternberg Regie. Es verzeichnet auf YouTube über zehn Millionen Aufrufe (Stand Januar 2024). Das Video zeigt die vier Bandmitglieder, die den Song in Räumen mit roten, blauen und grünen Wänden singen, wobei sich ihre Kleidung jeweils an die Wandfarbe anpasst. Auf einer Wand ist ein Zebra aufgemalt und in den Räumen stehen Statuen, Instrumente, Sessel sowie ein Aquarium. Während des Refrains tragen die Bandmitglieder goldene Outfits und tanzen eine Choreografie. Am Ende tanzen alle vier kopfüber an der Decke des Raumes.

## Single

### Covergestaltung
Das Singlecover zeigt die vier Bandmitglieder Sarah, Joe, Tracey und Livio (von links nach rechts) in weißen Outfits. Der Hintergrund ist blaugrün gehalten. Im oberen Teil des Bildes befinden sich der orange Schriftzug ATC sowie der Titel My Heart Beats Like a Drum Dam Dam Dam in Weiß.

### Titellisten
Single
1. My Heart Beats Like a Drum (Dam Dam Dam) (Radio Edit) – 3:43
2. My Heart Beats Like a Drum (Dam Dam Dam) (Extended Club Mix) – 5:18

Maxi
1. My Heart Beats Like a Drum (Dam Dam Dam) (Radio Edit) – 3:43
2. My Heart Beats Like a Drum (Dam Dam Dam) (Extended Club Mix) – 5:18
3. My Heart Beats Like a Drum (Dam Dam Dam) (Rüegsegger#Wittwer Clubremix) – 7:44
4. My Heart Beats Like a Drum (Dam Dam Dam) (Triple X Extended Remix) – 5:59
5. My Heart Beats Like a Drum (Dam Dam Dam) (Rüegsegger#Wittwer Frantic Remix) – 8:17
6. My Heart Beats Like a Drum (Dam Dam Dam) (Triple X Dub Attack) – 5:44

### Chartplatzierungen
My Heart Beats Like a Drum (Dam Dam Dam) stieg am 18. September 2000 auf Platz sieben in die deutschen Singlecharts ein und erreichte zwei Wochen später mit Rang drei die höchste Platzierung, auf der es sich drei Wochen hielt. Insgesamt war der Song 15 Wochen lang in den Top 100 vertreten, davon sieben Wochen in den Top 10. In Österreich belegte die Single Position sechs und in der Schweiz Platz 21, wobei sie jeweils 17 Wochen in den Charts vertreten war. Weitere Charterfolge gelangen unter anderem in Finnland, Schweden, Frankreich und Italien. In den deutschen Single-Jahrescharts 2000 erreichte das Lied Rang 41.
| ChartsChartplatzierungen | Höchstplatzierung | Wochen |
| ------------------------ | ----------------- | ------ |
| Deutschland (GfK)        | 3 (15 Wo.)        | 15     |
| Österreich (Ö3)          | 6 (17 Wo.)        | 17     |
| Schweiz (IFPI)           | 21 (17 Wo.)       | 17     |

| ChartsJahrescharts (2000) | Platzierung |
| ------------------------- | ----------- |
| Deutschland (GfK)         | 41          |
| Schweiz (IFPI)            | 88          |

### Verkaufszahlen und Auszeichnungen
Noch im Erscheinungsjahr wurde My Heart Beats Like a Drum (Dam Dam Dam) in Deutschland mit einer Goldenen Schallplatte für über 250.000 verkaufte Einheiten ausgezeichnet.
| Land/Region        | Auszeichnungen für Musikverkäufe (Land/Region, Auszeichnung, Verkäufe) | Verkäufe |
| ------------------ | ---------------------------------------------------------------------- | -------- |
| Deutschland (BVMI) | Gold                                                                   | 250.000  |
| Insgesamt          | 1× Gold ·                                                              | 250.000  |

Bei der Echoverleihung 2001 wurde der Song in der Kategorie Dance Single des Jahres national nominiert, unterlag jedoch dem ebenfalls von ATC stammenden Around the World (La La La La La).